# نیایش آمریکایی
نیایش آمریکایی (به انگلیسی: An American Prayer) عنوان آخرین آلبوم استودیویی ضبط شده توسط گروه دورز می‌باشد. این آلبوم در سال ۱۹۷۸ یعنی ۷ سال پس از مرگ رهبر گروه جیم موریسون و ۵ سال پس از جدا شدن اعضای باقی مانده گروه ضبط شده‌است. ری منزرک، جان دنزمور و رابی کریگر برای ضبط این آلبوم که از سروده‌های جیم موریسون گرفته شده‌است، مجدداً به هم پیوستند.

## لیست آهنگ‌ها
نسخه اصلی
طرف اول
1. «بیداری» - ۰:۳۶
2. «آواز روح» - ۴:۱۳
3. «بزرگراه طلوع / بیداری نوزاد» - ۳:۴۸
4. «پا به سن گذاشتن» - ۱:۰۲
5. «کروم سیاه/ کروم لاتین» - ۳:۲۲
6. «فرشتگان و ملوانان / سنگسار معصوم» - ۴:۲۰
7. «فیلم» - ۱:۳۶
8. «نفرین، نیایش» - ۱:۵۸

طرف دوم
1. «شب آمریکایی» - ۰:۲۹
2. «نوای غم‌انگیز رودهاوز» (زنده) - ۶:۵۹
3. «سوگواری» - ۲:۱۹
4. «سفر مجانی» - ۲:۱۶
5. «نیایش آمریکایی» - ۶:۵۳

- «پایان»
- «آلبینونی: آداجیو»